# 24-ти МИР – София
Двадесет и четвъртият многомандатен избирателен район в България обхваща районите Възраждане, Искър, Кремиковци, Оборище, Подуяне, Сердика, Слатина и Средец.
На изборите за народни представители, проведени на 12 май 2013 г., от 24-тия МИР са избрани 12 депутати. 24-тият МИР е най-малкият (т.е. с най-малко население) от трите софийски изборни района.

## Народни представители от 24 МИР

### ВXLII народно събрание
| Име               | Пол  | Квота                   | Бележки |
| ----------------- | ---- | ----------------------- | --- |
| Владислав Горанов | Мъж  | ПП ГЕРБ                 | |
| Джема Грозданова  | Жена | ПП ГЕРБ                 | |
| Веселин Вучков    | Мъж  | ПП ГЕРБ                 | |
| Евгения Алексиева | Жена | ПП ГЕРБ                 | |
| Стефани Михайлова | Жена | ПП ГЕРБ                 | |
| Валентин Радев    | Мъж  | ПП ГЕРБ                 | |
| Петър Курумбашев  | Мъж  | ПП Коалиция за България | |
| Георги Свиленски  | Мъж  | ПП Коалиция за България | |
| Борис Цветков     | Мъж  | ПП Коалиция за България | |
| Росен Малинов     | Мъж  | ПП Коалиция за България | Подава оставка поради назначаването му за областен управител на София-град. Централната избирателна комисия с Решение № 2724 – НС от 24 юни 2013 г. обявява за избран на негово място Таско Ерменков.                                        |
| Щерьо Щерев       | Мъж  | ПП ДПС                  | |
| Явор Нотев        | Мъж  | ПП Атака                | Подава заявление с вх.№ 1893 – НС от 16 май 2013, с което заявява, че желае да остане избран от 15-и Плевенски МИР. Централната избирателна комисия, с Решение № 2652 – НС от 17 май 2013 г. обявява за избран на негово място Петър Петров. |